# Tōkai (Ibaraki)
Tōkai (東海村, Tōkai-mura) est un village situé dans la préfecture d'Ibaraki, au Japon, au nord de Tokyo. Il est connu pour être le berceau de l'énergie nucléaire au Japon.

## Toponymie
Le toponyme « Tōkai » (東海, litt. « mer orientale ») reprend le nom d'un ancien établissement scolaire et fait référence à un passage d'un chant créé par un samouraï de la fin de l'époque d'Edo (1603-1868). La situation géographique du village de Tōkai le long de l'océan Pacifique a incité les autorités municipales à adopter ce nom en 1955, lors de la fondation du village.

## Géographie

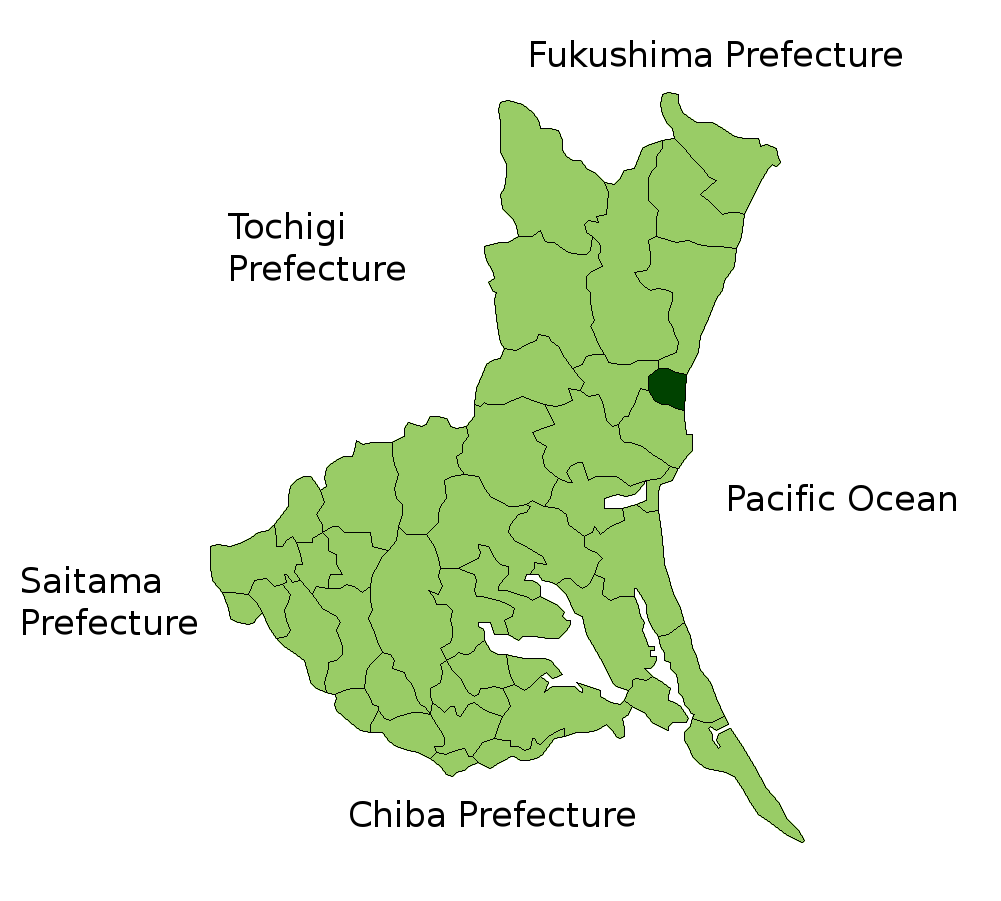
Tōkai dans la préfecture d'Ibaraki.

### Situation
Le village de Tōkai est situé sur la côte Pacifique, dans la préfecture d'Ibaraki, à 123 km au nord de Tokyo, capitale du Japon, 15 km au nord de Mito, capitale préfectorale, et à 80 km au sud d'Iwaki. Il s'étend sur 7,9 km d'est en ouest comme du nord au sud, dans le district de Naka,.

### Démographie
Lors du recensement national de 2015, la population du village de Tōkai était estimée à 37 713 habitants répartis sur une surface de 37,98 km2 (densité de population de 993 hab./km2). Elle était de 34 351 habitants en 2000 et 37 306 habitants en 2010.

## Histoire
Des fouilles archéologiques effectuées sur le territoire du village de Tōkai ont démontré une présence humaine remontant au moins à la période Kofun (~250 à 538). Des kofuns, monuments funéraires et des haniwa, objets funéraires en terre cuite, ont été sortis de terre. La découverte d'outils de pierre taillée et d'amas coquilliers laissent penser que l'homme était présent au Paléolithique,.
Des documents datant de l'époque de Heian (794-1185) attestent l'existence de deux villages : Miwa et Kanzaki, devenus respectivement Muramatsu et Ishigami durant l'époque de Kamakura (1185-1333),. À partir de 1602, ceux-ci sont intégrés au domaine féodal du clan Satake, un clan vassal du shogun Tokugawa Ieyasu et établi dans la province de Hitachi,. En 1889, au cours de la mise en place du nouveau système d'administration des municipalités élaboré par le gouvernement de Meiji, Muramatsu et Ishigami sont officiellement confirmés comme villages. Le village moderne de Tōkai est fondé en 1955 par la fusion de Muramatsu et Ishigami,.

### Berceau de l'énergie nucléaire au Japon

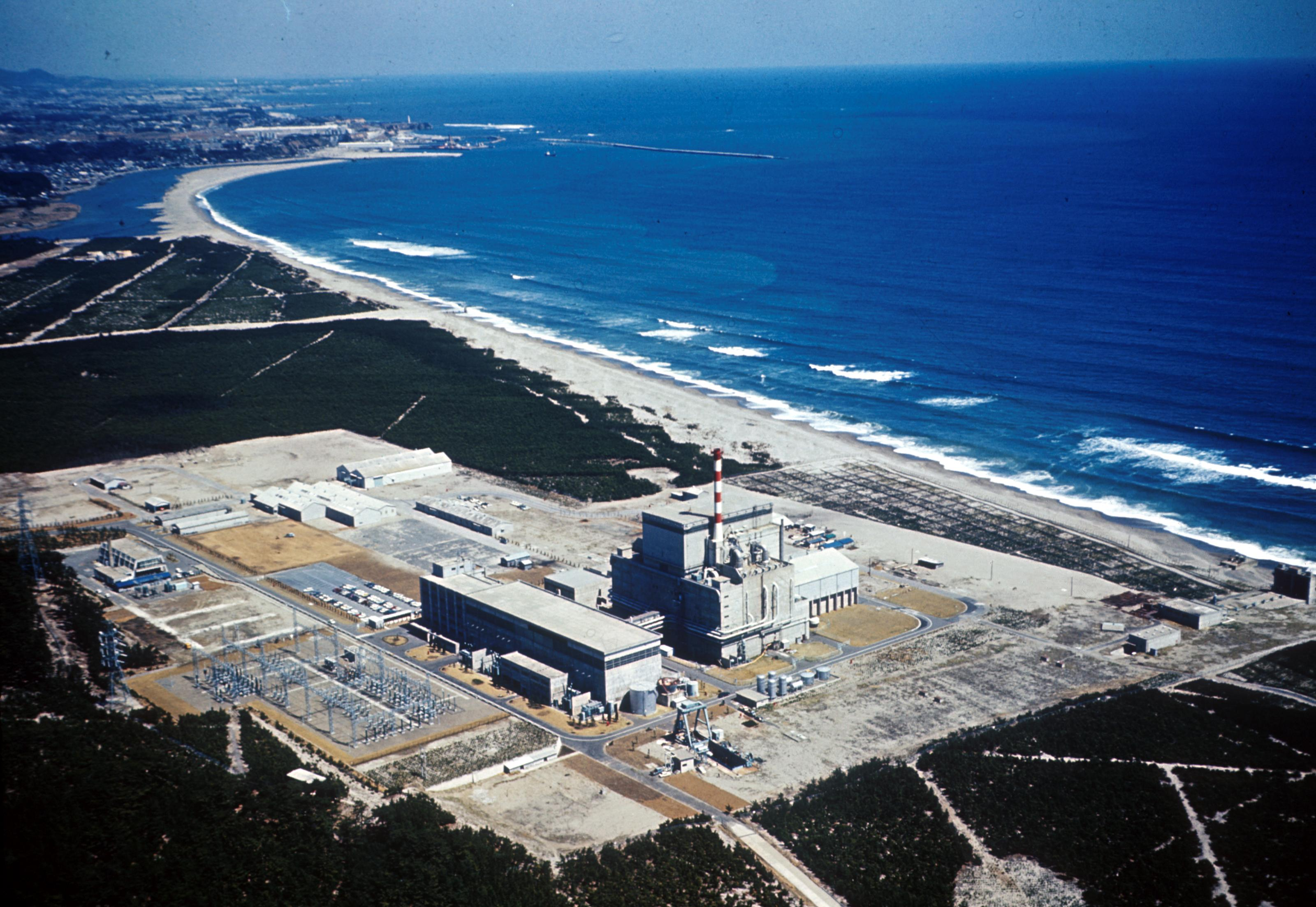
Vue de la centrale nucléaire de Tōkai.

Tōkai est connue comme le berceau de l'énergie nucléaire au Japon. La première centrale nucléaire, le réacteur de puissance de démonstration japonais (JPDR : Japan Power Demonstration Reactor), y a démarré le 26 octobre 1963. De nombreuses installations nucléaires sont installées à Tōkai :
- la centrale nucléaire de Tōkai, comprenant deux réacteurs, dont un arrêté définitivement en 1998[5] ;
- une usine de traitement du combustible nucléaire usé ;
- un centre de recherche en énergie nucléaire ;
- plusieurs usines de fabrication de combustible appartenant à des sociétés privées. Parmi elles, l'usine de la société JCO (en), une filiale du conglomérat industriel Sumitomo qui produisait 700 tonnes de combustible nucléaire par an (42 % de la consommation nationale)[6] ;
- le J-PARC (Japan Proton Accelerator Research Complex) : un accélérateur de particules de l'Agence japonaise de l'énergie atomique.

### L'accident nucléaire en 1999
Le 30 septembre 1999, un grave accident de criticité, classé d'intensité 4 sur l'échelle INES qui compte sept niveaux, a eu lieu dans l'usine de Tōkai de la JCO. Il s'est produit dans une cuve de décantation à la suite d'une manipulation d'une quantité d'uranium d'environ 16 kg, dépassant très largement la valeur de sûreté (égale à 2,3 kg). Cette erreur humaine est à l'origine de l'amorce d'une réaction en chaîne. Cet accident a tué deux ouvriers et nécessité l'hospitalisation d'un troisième. Quelques 119 personnes ont été exposées à des doses de plus de 1 mSv mais seules les doses subies par les trois ouvriers excédaient les normes autorisées,. Les résidents du voisinage de l'usine ont dû être temporairement évacués. L'usine a par la suite été fermée.

### Séisme de 2011
Le 11 mars 2011, Tōkai a été touché par le séisme de 2011 de la côte Pacifique du Tōhoku. Contrairement à Ōkuma (siège de centrale nucléaire de Fukushima Daiichi), Tōkai a échappé à l'accident nucléaire. En effet, le tsunami qui a atteint Tōkai était d’une hauteur de 5,4 mètres, inférieur en cela, de 0,3 mètre à la hauteur de la digue de protection de la centrale nucléaire de Tōkai.

## Jumelages
Le village de Tōkai est jumelé avec :
- Idaho Falls (États-Unis) depuis juillet 1981[1].

## Symboles municipaux
L'arbre symbole du village de Tōkai est le pin noir du Japon, un symbole ancestral local de longévité choisi à l'occasion des célébrations du 25e anniversaire de la fondation de la municipalité, sa fleur symbole le lys Lilium maculatum (en), choisi en 1985, et son oiseau symbole le zostérops du Japon (1990),.